# Karol Karski (teolog)

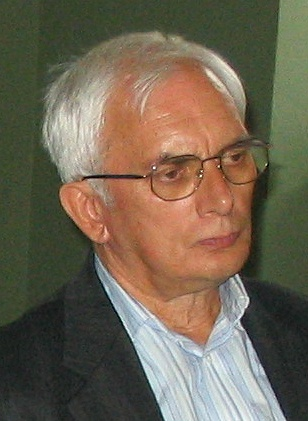
Prof. Karol Karski

Karol Hubert Karski (ur. 3 listopada 1940 w Katowicach, zm. 5 kwietnia 2025 w Warszawie) – polski teolog ewangelicki, działacz ekumeniczny, profesor nauk teologicznych, prorektor Chrześcijańskiej Akademii Teologicznej w Warszawie.

## Życiorys
Maturę uzyskał w III Liceum Ogólnokształcącym im. Adama Mickiewicza w Katowicach. Absolwent Wydziału Teologicznego Chrześcijańskiej Akademii Teologicznej w Warszawie (ChAT). Po ukończeniu studiów przez trzy lata pracował jako wolny publicysta, potem przez rok był sekretarzem redakcji kwartalnika „Posłannictwo”. W latach 1970–1982 był pracownikiem Polskiej Rady Ekumenicznej, zastępcą kierownika Wydziału Prasy, Studiów i Kontaktów Zagranicznych. Równocześnie w 1972 r. podjął studia specjalistyczne w Instytucie Ekumenicznym w Bossey k. Genewy. W 1977 r. został powołany na sekretarza Podkomisji ds. Dialogu Polskiej Rady Ekumenicznej i Komisji Episkopatu Polski ds. Ekumenizmu. W 1983 r. został zastępcą redaktora naczelnego półrocznika „Studia i Dokumenty Ekumeniczne”. Prowadził wykłady na Akademii Teologii Katolickiej w Warszawie z ekumenizmu i teologii protestanckiej. Od 1988 r. był członkiem Societas Oecumenica – międzynarodowej organizacji zrzeszającej instytuty i badaczy tematyki ekumenicznej.

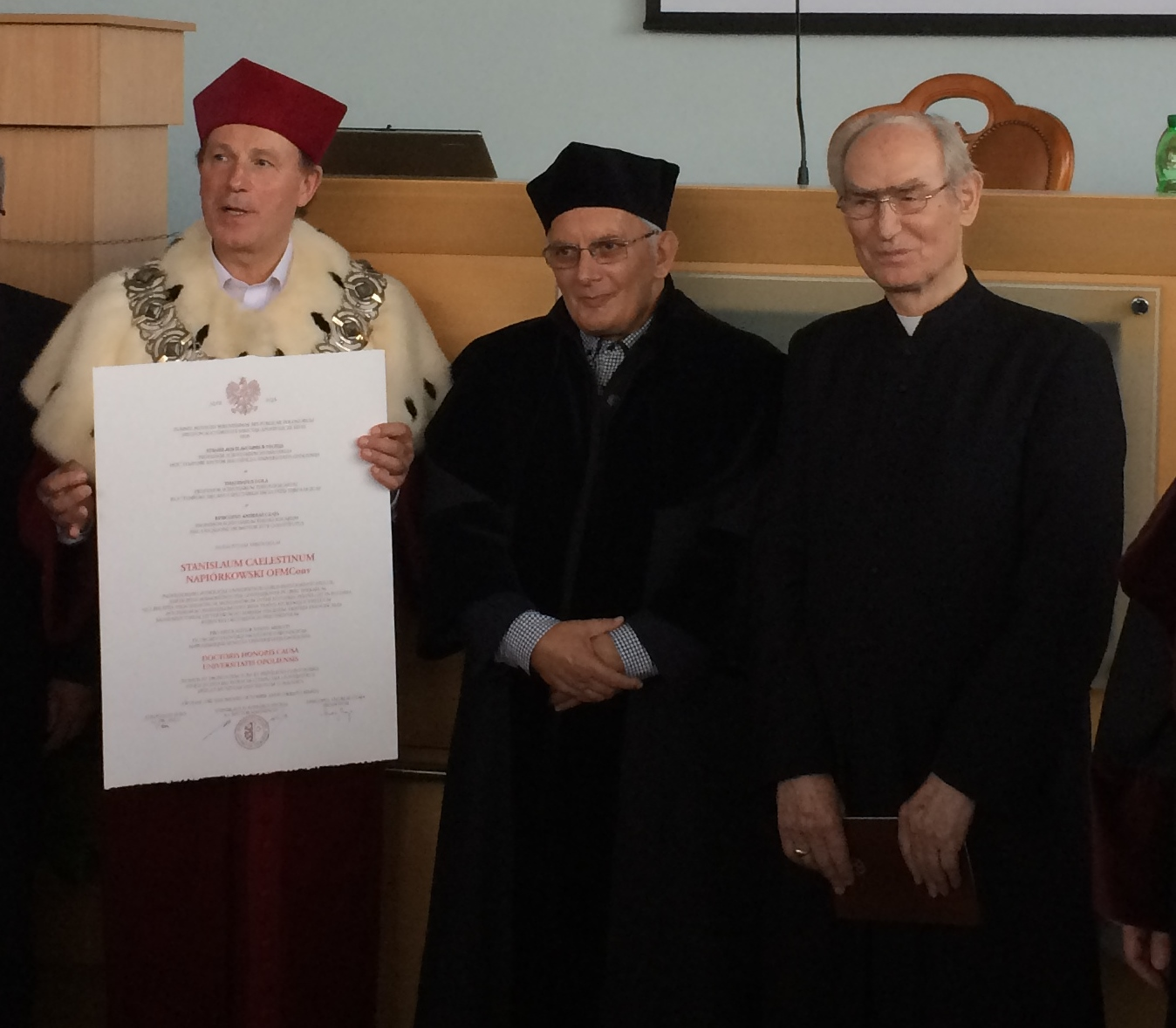
Profesor Karol Karski (w środku) z rektorem UO prof. Stanisławem Nicieją i abp. prof. Alfonsem Nossolem (2014)

W 1978 r. uzyskał w ChAT stopień doktora nauk teologicznych, a w 1991 r. rozpoczął na tej uczelni pracę naukową. W 1992 lub 1993 r. Wydział Teologii Katolickiego Uniwersytetu Lubelskiego Jana Pawła II nadał mu stopień doktora habilitowanego nauk teologicznych na podstawie pracy pt. „Dążenia ekumeniczne we współczesnym świecie”. W 1993 r. objął stanowiska profesora nadzwyczajnego i kierownika Katedry Ekumenizmu ChAT. W latach 1996–2002 był prorektorem tej uczelni. W 2002 r. otrzymał tytuł naukowy profesora nauk teologicznych. W latach 2011–2012 był kierownikiem studiów doktoranckich ChAT.
W latach 2007–2011 był członkiem Komitetu Nauk Teologicznych Polskiej Akademii Nauk.

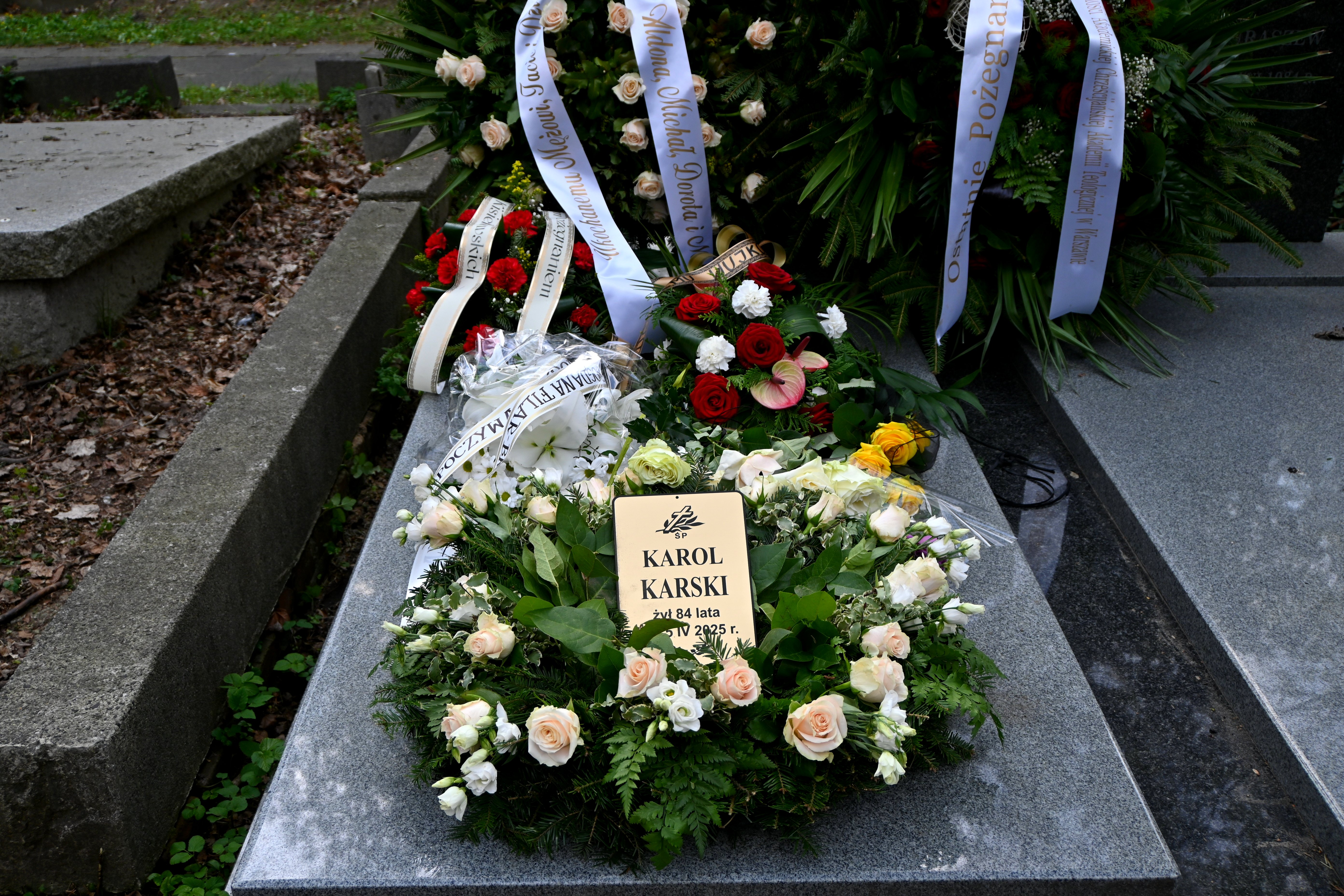
Grób prof. Karola Karskiego na cmentarzu ewangelicko-augsburskim przy ul. Młynarskiej w Warszawie w dniu pogrzebu

Był jednym z najaktywniejszych ekumenistów w Polsce. Pełnił funkcję prezesa Zarządu Fundacji Ekumenicznej „Tolerancja”. Do 2019 r. był redaktorem naczelnym periodyku „Studia i Dokumenty Ekumeniczne”. W tym samym roku został przewodniczącym Rady Naukowej tego czasopisma.
Opublikował ponad 700 artykułów naukowych i popularnonaukowych oraz cztery książki.
W latach 1986–1999 oraz 2009–2017 był prezesem warszawskiego oddziału Polskiego Towarzystwa Ewangelickiego.
Został pochowany na cmentarzu ewangelicko-augsburskim w Warszawie.

## Wyróżnienia i odznaczenia
Otrzymał liczne odznaczenia, m.in. nagrodę św. Brata Alberta w zakresie ekumenizmu oraz medal "Serce dla serc" za działalność ekumeniczną, Medal „Zasłużony dla Tolerancji” (2003).
21 grudnia 2010 r. Chrześcijańska Akademia Teologiczna w Warszawie, Kościół Ewangelicko-Augsburski w RP oraz Polska Rada Ekumeniczna zorganizowały w Sali Synodalnej im. bp. Andrzeja Wantuły w Warszawie uroczystość jubileuszu 70. urodzin profesora Karola Karskiego, której częścią było wręczenie jubilatowi księgi na jego cześć pt. Ekumenizm i ewangelicyzm. Studia ofiarowane Profesorowi Karolowi Karskiemu w 70. urodziny, pod red. Marcina Hintza i Tadeusza J. Zielińskiego (Warszawa 2010). Księga zawiera m.in. wykaz publikacji jubilata i przedstawia jego dorobek promotorski i recenzencki.
W 2014 r. Senat ChAT nadał mu Medal za Zasługi dla Chrześcijańskiej Akademii Teologicznej w Warszawie.

## Publikacje książkowe
- Teologia protestancka XX wieku, tom 208 serii wydawniczej Omega, Warszawa 1971.
- Dążenia ekumeniczne we współczesnym świecie, Warszawa 1974 (wyd. 2, Warszawa 1986).
- Symbolika. Zarys wiedzy o Kościołach i wyznaniach chrześcijańskich, Warszawa 1994 ISBN 83-901296-3-9 (wyd. 2, Warszawa 2003 ISBN 83-917541-0-3).
- Protestanci i ekumenizm. Wkład spadkobierców Reformacji w dzieło jedności, Warszawa 2001 ISBN 83-909272-5-X.
- Bliżej wspólnoty. Katolicy i luteranie w dialogu 1965-2000, (red. naukowa i tłumaczenie wspólnie z Stanisławem Celestynem Napiórkowskim), Lublin 2003 ISBN 83-7306-157-6.
- Od Edynburga do Porto Alegre. Sto lat dążeń ekumenicznych, Warszawa 2007 ISBN 978-83-60273-04-3.
- Credo. Symbol naszej wiary, (współautorzy: Wacław Hryniewicz, Henryk Paprocki), Kraków 2009 ISBN 978-83-2401-098-1.
- Rodzina Burschów. Opowieści o polskich ewangelikach (red. nauk. wspólnie z Aleksandrem Łupieńką), Wydawnictwo Augustana, Bielsko-Biała 2016 ISBN 978-83-62109-86-9